# Iulian Mamele
Iulian Mamele (Bucarest, 17 febbraio 1985) è un ex calciatore rumeno, di ruolo difensore.

## Carriera
Ha giocato nella massima serie rumena.